# Тужниця (Вармінсько-Мазурське воєводство)
Тужниця (пол. Turznica, нім. Theuernitz) — село в Польщі, у гміні Оструда Острудського повіту Вармінсько-Мазурського воєводства.
Населення — 348 осіб (2011).
У 1975-1998 роках село належало до Ольштинського воєводства.

## Демографія
Демографічна структура станом на 31 березня 2011 року:
|          | Загалом | Допрацездатний вік | Працездатний вік | Постпрацездатний вік |
| -------- | ------- | ------------------ | ---------------- | -------------------- |
| Чоловіки | 184     | 40                 | 131              | 13                   |
| Жінки    | 164     | 29                 | 98               | 37                   |
| Разом    | 348     | 69                 | 229              | 50                   |